# Ian Seale
Ian Seale (* 19. September 1954 in Toronto) ist ein ehemaliger kanadischer Sprinter, der sich auf den 400-Meter-Lauf spezialisiert hatte.
Bei den Olympischen Spielen 1976 in Montreal kam er im Finale der 4-mal-400-Meter-Staffel mit Don Domansky, Leighton Hope und Bryan Saunders auf den vierten Platz, wobei das kanadische Quartett mit 3:02,64 min den aktuellen Landesrekord aufstellte.
Seine persönliche Bestzeit von 46,79 s stellte er am 3. Juli 1976 in London auf.